# Caligus irritans
Caligus irritans är en kräftdjursart som beskrevs av Carl Bartholomäus Heller 1865. Caligus irritans ingår i släktet Caligus och familjen Caligidae. Inga underarter finns listade i Catalogue of Life.